# آلفرد هانس جپا

Rzeppa six-ball CV joint

آلفرد هانس جپّا یک مهندس شاغل در شرکت خودروسازی فورد بود که نسخه مفصل سرعت ثابت را در سال ۱۹۲۶ اختراع کرد. او طرح بهبود یافته خود را در سال ۱۹۳۶ ارائه داد. او متولد ژانویهٔ ۱۸۸۵ و وفات یافته در ژانویهٔ سال ۱۹۶۵ می‌باشد.
طراحی آر زپا از شش توپ که حرکتی داخلی و خارجی که تقریبا سرعت انتقال گشتاور ثابت دارند بدون در نظر گرفتن زاویهٔ مشترک تشکیل شده‌است.